# Fabryka Josefa Walzela w Meziměstí
Fabryka Josefa Walzela w Meziměstí – zakład w Czechach, w miejscowości Meziměstí.

## Historia
Josef Walzel był chałupnikiem w Vižňovie, gdzie zajmował się tkactwem i handlem płótnem. Jego syn, także Josef (1801–1884), z faktorii płótna założonej w 1826 w ciągu kilku dziesięcioleci stworzył firmę Josef Walzel i synowie, która swoje produkty eksportowała do Azji, Austro-Węgier, na Śląsk i Bałkany. W 1884 zbudował bielarnię z wykończalnią, w 1885 powstał główny budynek, a w 1894 uruchomił tkalnię z 180 krosnami. Roczna produkcja sięgała 2 mln metrów płótna. Firma miała swe przedstawicielstwa i składy w Budapeszcie i Wiedniu.
W latach swojej świetności przed I wojną światową zatrudniała 300 osób. Została zamknięta w 1941. Od 2013 mieści się tu centrum rozrywki, relaksu i wypoczynku. W obiekcie znajdują się m.in. restauracja „Szwejk”, winoteka, piwoteka, strzelnica, ścianki wspinaczkowe.

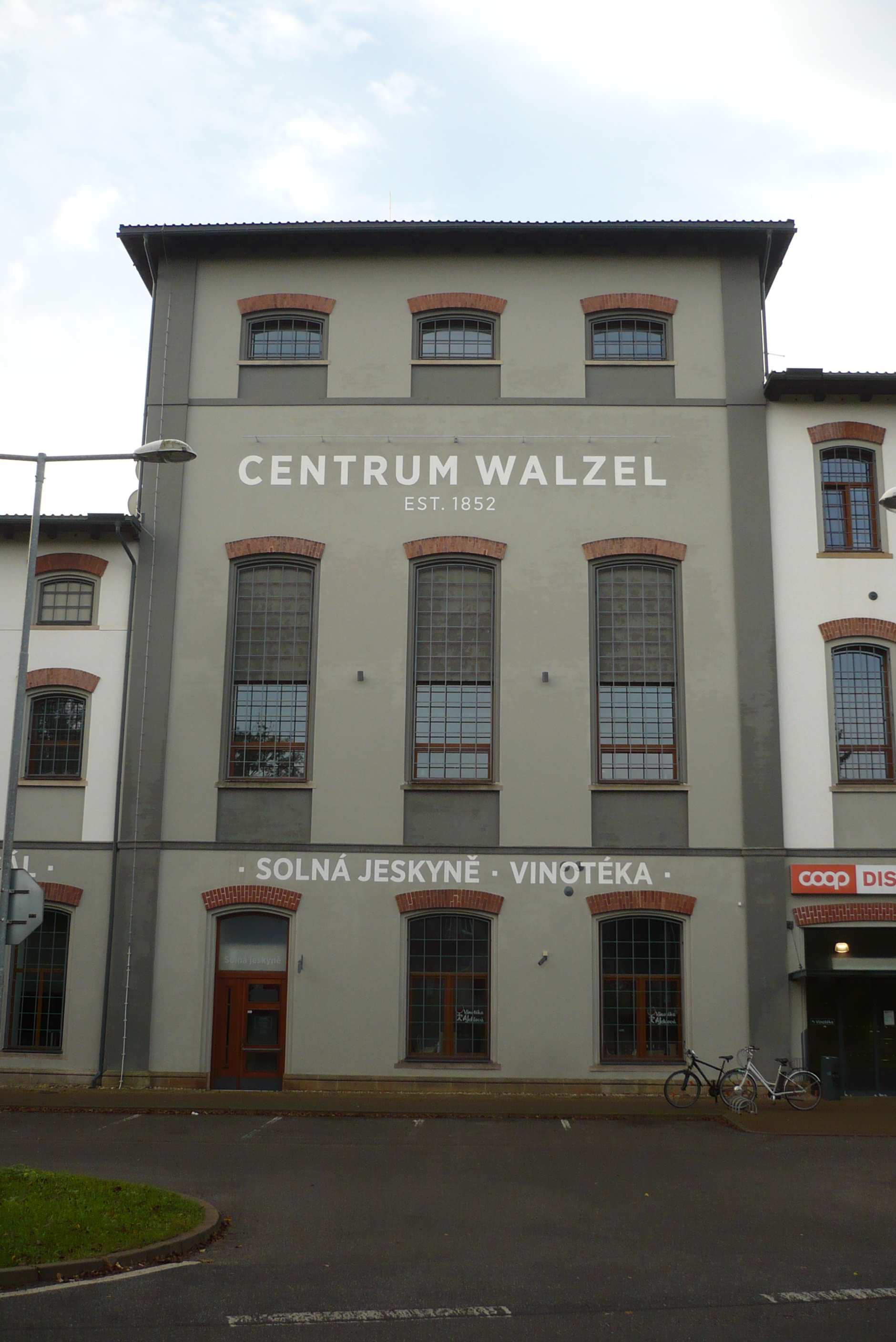
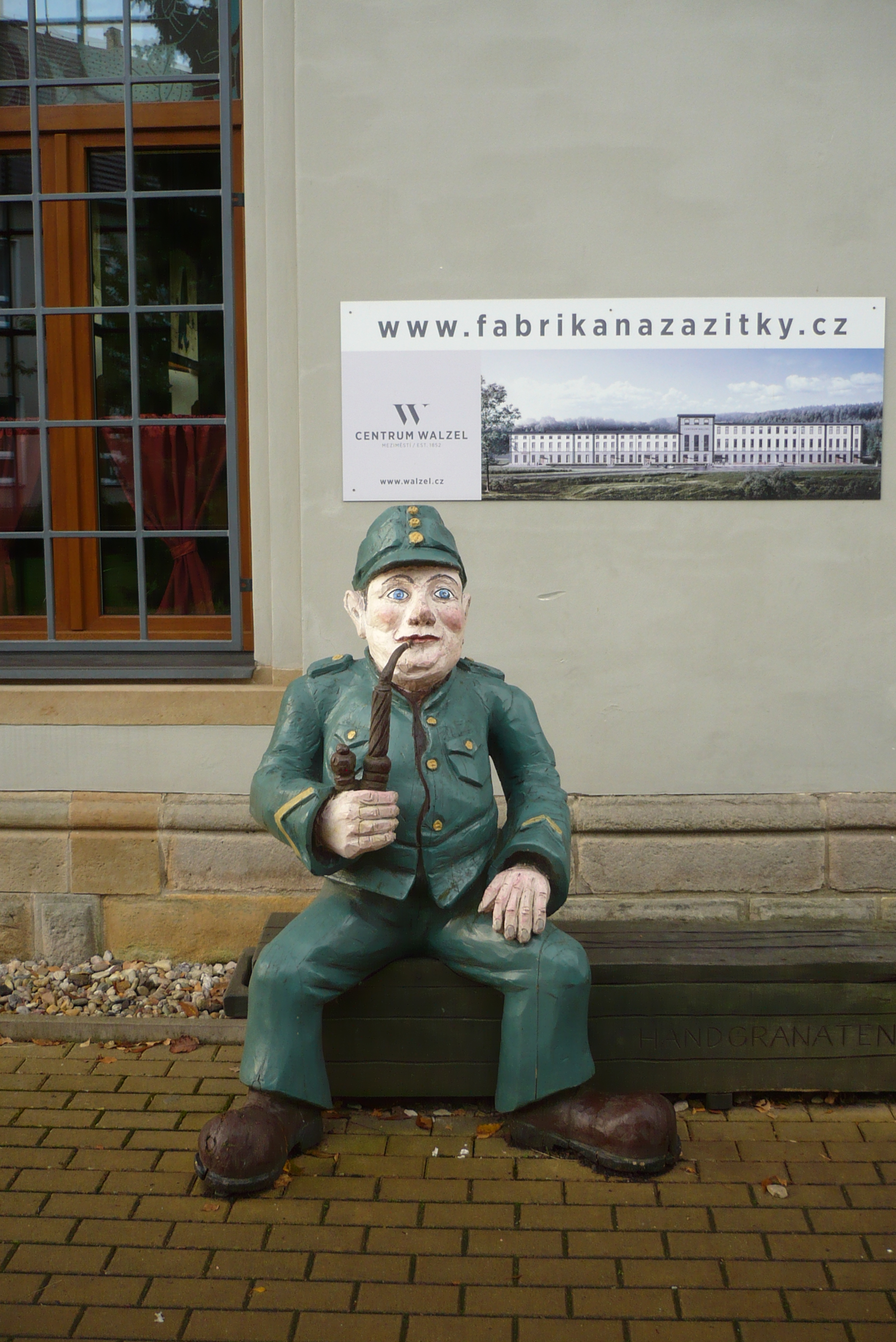
Szwejk
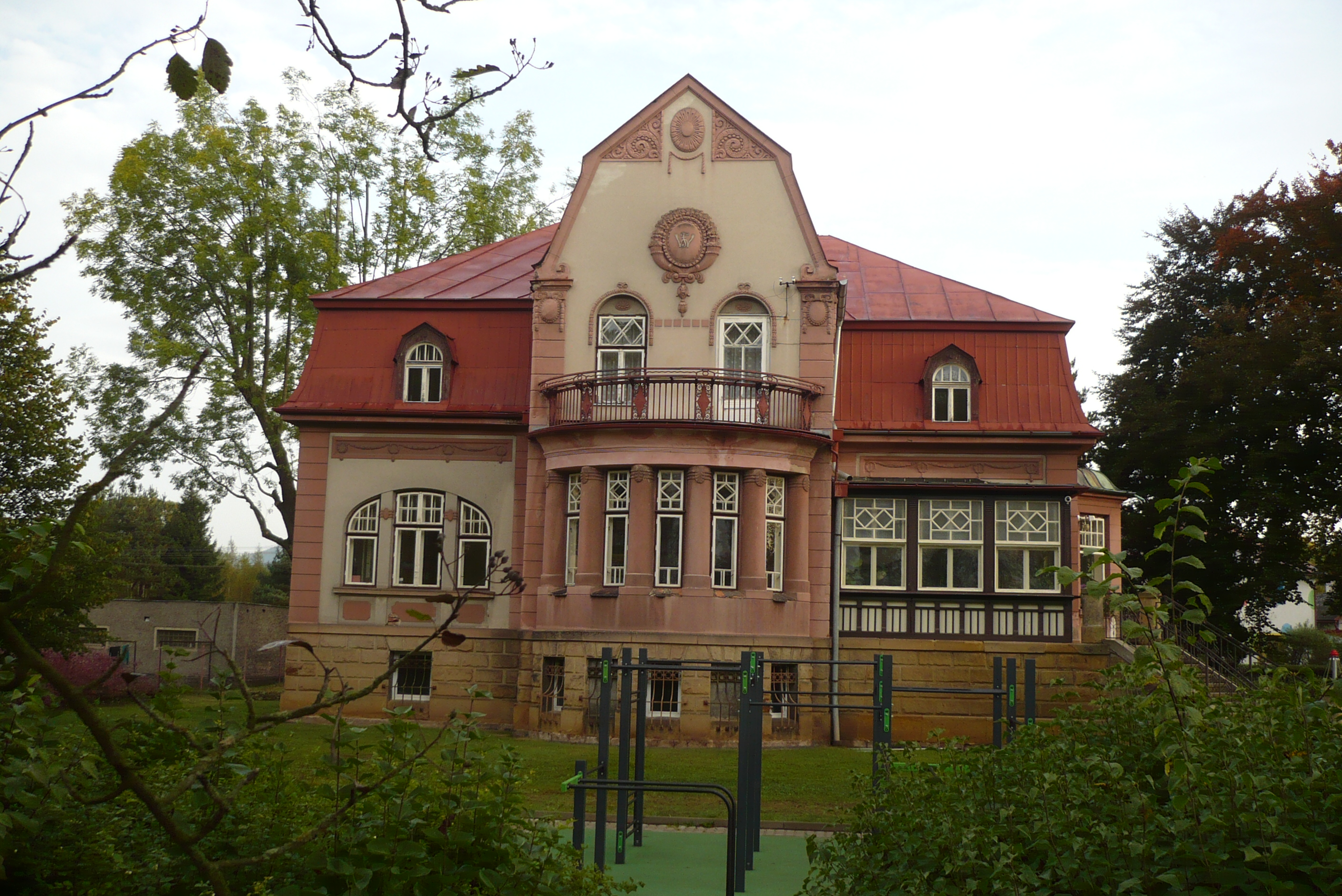
Willa Walzelów
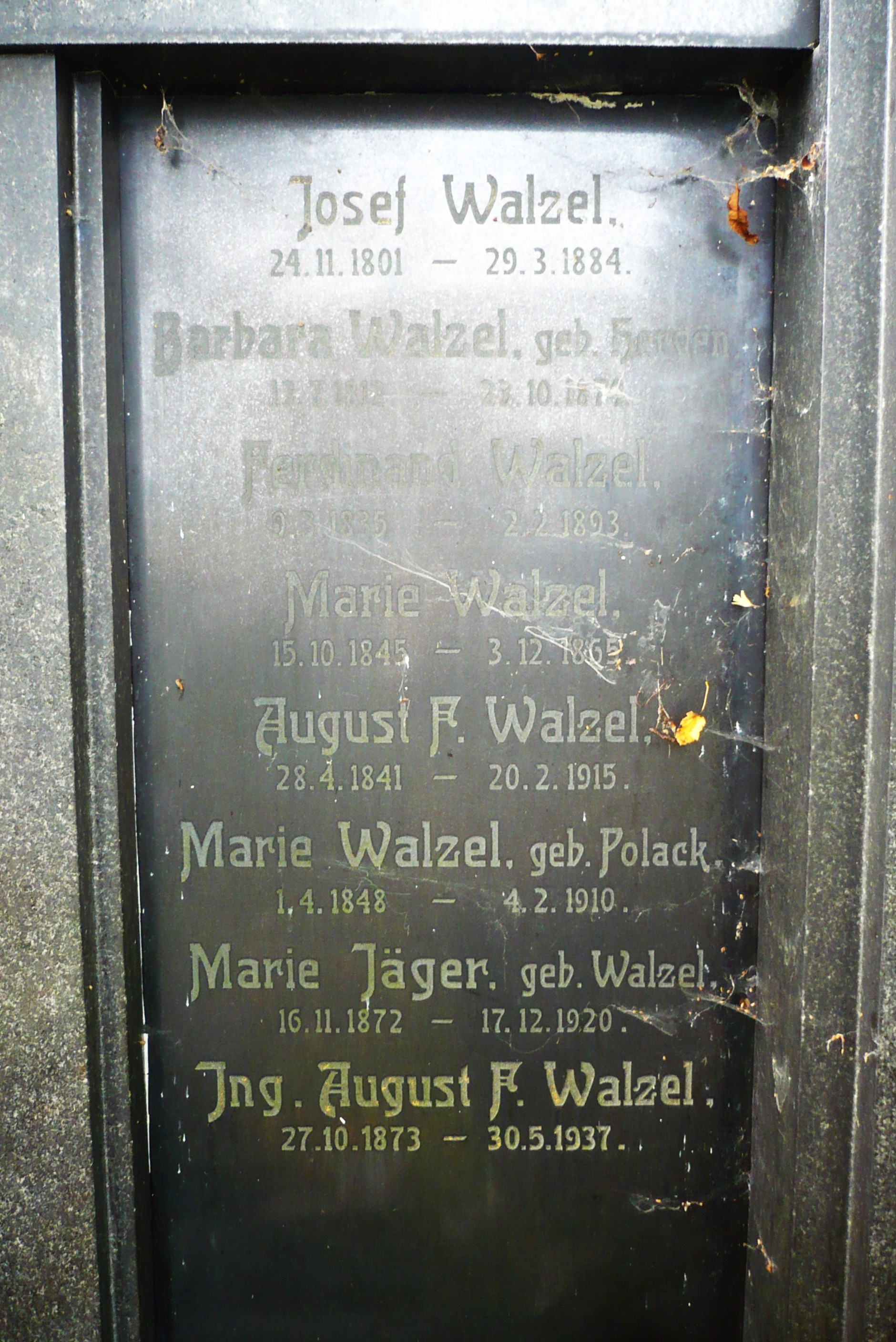
Grób J. Walzela (1801–1884) w Vernéřovicach